# Linia kolejowa nr 226
Linia kolejowa nr 226 Pruszcz Gdański – Gdańsk Port Północny – pierwszorzędna, jedno- i dwutorowa, zelektryfikowana linia kolejowa znaczenia państwowego w województwie pomorskim.

## Charakterystyka techniczna
Linia została otwarta 10 września 1970 roku. Na odcinku Pruszcz Gdański – Wisła Most składa się obecnie (2020) z dwóch torów.
| odcinek linii | odcinek linii | pociągi pasażerskie | EZT i szynobusy | pociągi towarowe | pociągi towarowe |
| km pocz.      | km końcowy    | Tor nieparzysty     |                 |                  |                  |
| -1,070        | 2,750         | 160                 | 160             | 120              |                  |
| 2,750         | 7,327         | 100                 | 100             | 100              |                  |
| 7,327         | 8,249         | 80                  | 80              | 80               |                  |
| 8,249         | 11,152        | 100                 | 100             | 100              |                  |
| 11,152        | 13,059        | 80                  | 80              | 80               |                  |
| 13,059        | 15,595        | 20                  | 20              | 20               |                  |
| km pocz.      | km końcowy    | Tor parzysty        |                 |                  |                  |
| -1,070        | 7,329         | 100                 | 100             | 100              |                  |
| 7,329         | 8,267         | 80                  | 80              | 80               |                  |
| 8,267         | 11,152        | 100                 | 100             | 100              |                  |
| 11,152        | 13,059        | 80                  | 80              | 80               |                  |
| 13,059        | 14,468        | 20                  | 20              | 20               |                  |

## Przebieg

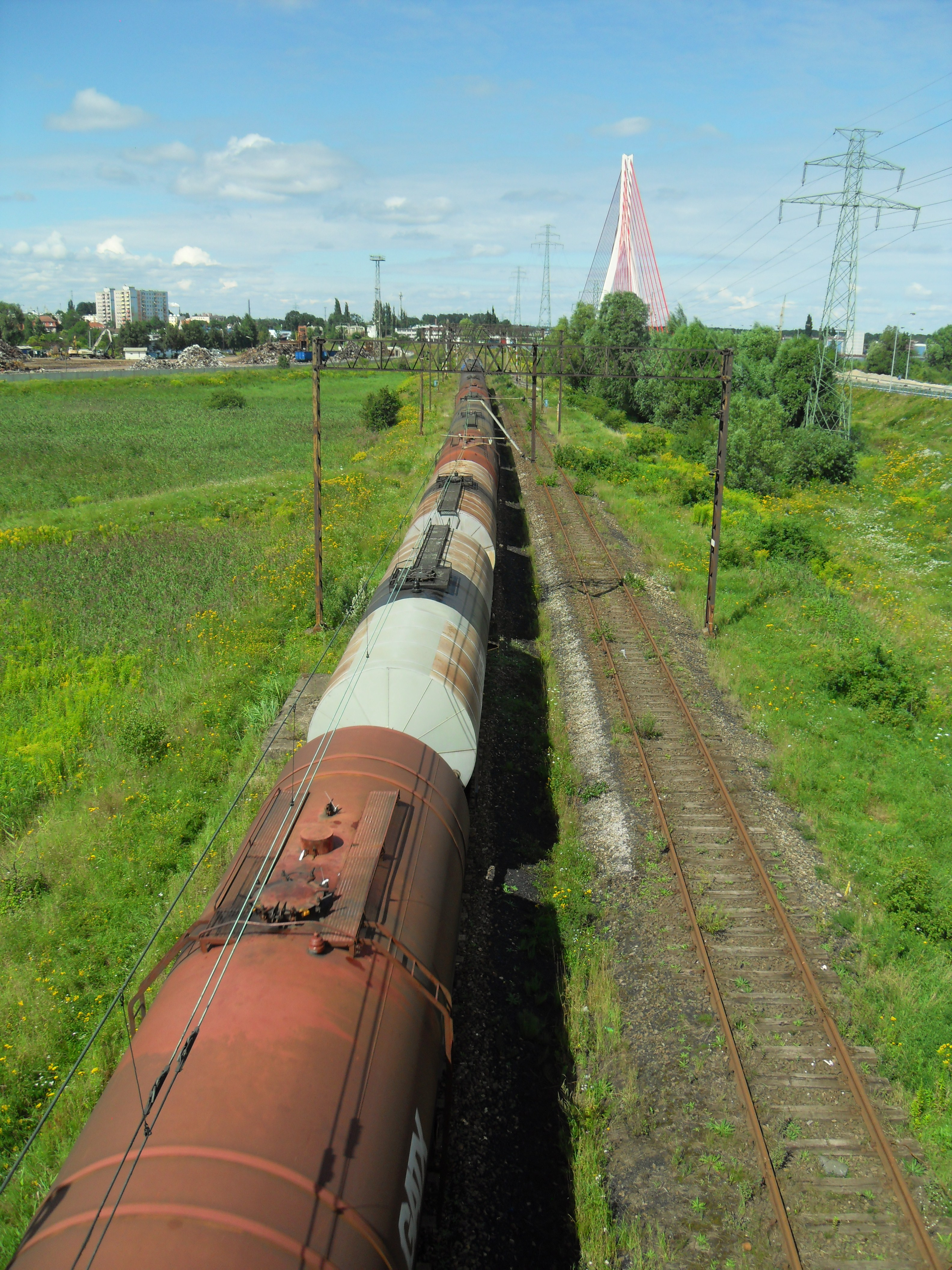
Linia kolejowa nr 226 w Rudnikach; w tle most im. Jana Pawła II

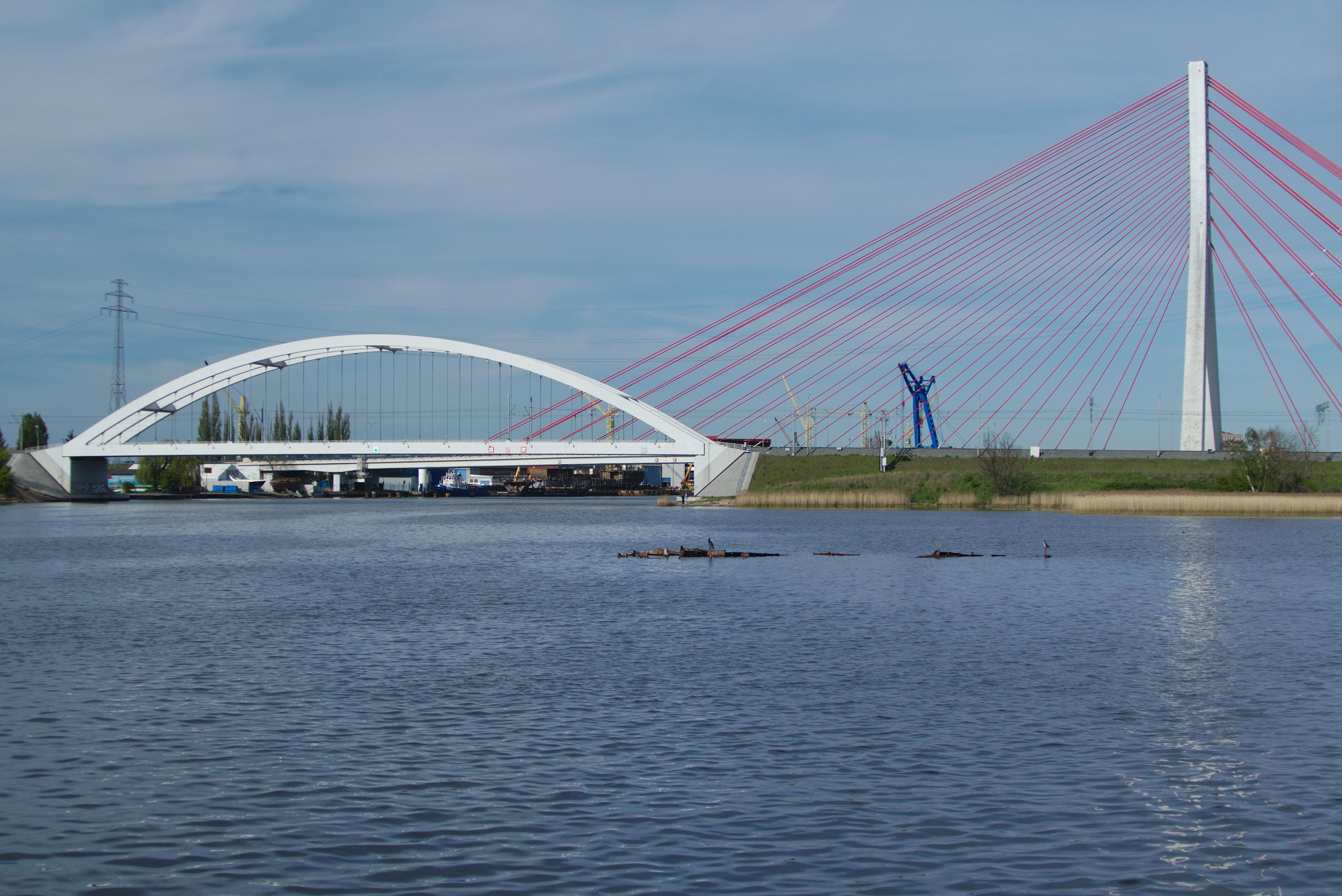
Most kolejowy nad Martwą Wisłą; w tle most im. Jana Pawła II

Linia rozpoczyna się na stacji Pruszcz Gdański, a następnie biegnie wzdłuż linii nr 9 przez około 2,5 km (częściowo jest włączona w szlak E65 stanowiąc jego dodatkowy tor). Za mostem na rzece Raduni odbija na wschód. Biegnie depresyjnymi polami zalewowymi aż do Wisły. Wcześniej, przed mostem nad Motławą, łączy się z łącznicą nr 721, a następnie przebiega przez stację towarową Gdańsk Olszynka i, pokonując Martwą Wisłę na moście obrotowym, tworzy tor łączący nr 965. Kończy bieg na stacji towarowej Gdańsk Port Północny.

## Wykorzystanie
Linia stanowi jedyne połączenie kolejowe Portu Północnego z krajem. Pociągi są tędy kierowane m.in. do gdańskiego terminala kontenerowego, a także do stacji zakładowej Gdańsk Rafineria firmy Lotos Kolej łączącej się z linią 226 przez zelektryfikowaną bocznicę, z której korzystają zestawione z cystern pociągi przewożące przetwory naftowe wyprodukowane przez Rafinerię Gdańską. Ponadto linią transportuje się węgiel przeznaczony na eksport przez Port Północny. Około 20% tonażu przeładowywanego w ciągu roku w porcie gdańskim przewożone jest koleją, a w przypadku kontenerów wskaźnik ten dochodzi do 30%. W roku 2015 masa ładunków kierowanych koleją do i z portu wzrosła w porównaniu z rokiem 2014 o 41%, podczas gdy ruch samochodowy wzrósł tylko o 20%. 
Od sierpnia 2014, w celu poprawienia transportu kolejowego z Portu Północnego, na całej długości linii trwa jej modernizacja połączona z budową nowego, dwutorowego mostu nad Martwą Wisłą. Obiekt ten posiadać będzie długość 122 m, wysokość 22 m, masę 2000 t i wysokość przęsła nad lustrem wody wynoszącą 8 m (tj. 3,5 m więcej niż do tej pory), dzięki czemu możliwy będzie ruch statków o wysokości do 5,6 m. Po usunięciu filarów starego mostu w czerwcu 2016 wzrośnie również z 11 do 50 m szerokość toru wodnego. Nasuwanie nowej konstrukcji mostowej miało miejsce od 13 do 23 lipca 2015. Pierwszy pociąg po nowym moście przejechał 21 stycznia 2016. Koszt jego budowy wyniósł 38 mln zł, a sam obiekt po oddaniu do użytku ma być iluminowany. Docelowo przepustowość linii ma wzrosnąć z 30 do 180 pociągów na dobę, a dopuszczalna prędkość przejazdu przez most z 20 do 100 km/h. W ramach modernizacji linii zainstalowany zostanie również nowy system zarządzania ruchem. Docelowo sterowanie ruchem kolejowym odbywać się będzie z nastawni w Olszynce i Porcie Północnym.
Koszt całej inwestycji wynosi około 370-400 mln zł, a realizacja zadania, szacowana na 24 miesiące, ma zakończyć się w sierpniu 2016. Inwestycja realizowana jest przez konsorcjum, którego liderem jest hiszpańska firma Dragados.
Podczas modernizacji linii nr 9 dokonano odbudowy toru nr 2 od km 0,000 do km 5,100 i przywrócono na nim prędkość 60 km/h; tor nr 1 na odcinku w km 0,000 – 2,577 doczekał się naprawy głównej z podniesieniem prędkości szlakowej do 160 km/h, natomiast na odcinku 2,577 – 3,005 dokonano naprawy bieżącej z podniesieniem szlakowej do 80 km/h w związku ze skierowaniem części pociągów TLK objazdem przez stację Gdańsk Olszynka.
Po wybudowaniu nowego mostu na Martwej Wiśle 10 lutego 2016 rozpoczęto rozbiórkę starego, trójprzęsłowego, jednotorowego mostu obrotowego, otwartego 15 grudnia 1911 (względnie, według historycznych materiałów prasowych, 4 października 1905).
Do początku 2016 zakończono ponadto przebudowę toru od Pruszcza Gdańskiego do Gdańska Olszynki (202), toru od Gdańska Olszynki do Gdańska Portu Północnego (201), a także wiaduktów nad ulicami Sienną i Wosia Budzysza w Gdańsku. Wykonano też 17 obiektów inżynieryjnych (mostów i przepustów) usytuowanych nad pierwszym torem.
Modernizacja linii wiąże się ściśle z planami inwestycyjnymi portu, przewidującymi rozwój baz przeładunkowych, terminali kontenerowych i budowę centrum dystrybucyjno-logistycznego. Ponadto w drugiej połowie 2016 przewiduje się oddanie do użytku drugiego terminala DCT, dzięki któremu podwoi on swoją zdolność przeładunkową (z 1,5 mln do 3 mln TEU rocznie). 
Zwieńczeniem modernizacji linii kolejowej będzie przebudowa stacji Gdańsk Port Północny, której układ torowy nie odpowiada obecnym kierunkom przewozów, co powoduje blokowanie dojazdowej linii 226. Sporządzony na zlecenie PKP PLK projekt przewiduje możliwość kierowania składów do DCT z większości torów stacyjnych. Przebudowa stacji odbywać się będzie w ramach unijnego projektu "Łącząc Europę" (CEF – Connecting Europe Facility) i ma zakończyć się w 2018.

## Wykorzystanie w ruchu pasażerskim
Linia nie jest wykorzystywana w ruchu pasażerskim poza sytuacjami awaryjnymi, jednakże w ramach koncepcji wydłużenia linii SKM Trójmiasto do Tczewa rozpatrywane jest wykorzystanie w ruchu pasażerskim odcinka Motława Most – Pruszcz Gdański.